# مايا نصري
مايا نصري (14 أغسطس 1976 -)، مغنية وممثلة لبنانية، شاركت في العديد من الأعمال التلفزيونية والمسرحية والغنائية. بدأت مسيرتها الفنية بالمشاركة في البرنامج الغنائي كأس النجوم عام 1999، ولاقت النجاح والشهرة بعد صدور ألبومها الأول اخبارك ايه عام 2001.

## حياتها الخاصة والأسرية
ولدت «مايا حسام الأسمر» في عكار، قرية صغيرة في شمال لبنان. والدها حسام ووالدتها مي ولديها شقيقان مي ومروان، وبعدها انتقلت مع عائلتها إلى بيروت. دخلت الجامعة اللبنانية للفنون الجميلة لتدرس «تمثيل وإخراج المسرح والتلفزيون والسينما». وفي عام 1996 عملت كمذيعة في التلفزيون الوطني اللبناني. ولكن بعد ذلك أحبت التحول إلى الغناء عام 1999.
تزوجت من المخرج المصري إيهاب لمعي عام 2010. ورزقت منه ببنتين ميكايلا ومانويلا وولد جيوفاني.

## السيرة الفنية
شاركت مايا سنة 1999 في برنامج كأس النجوم عن فئة الفنانة الراحلة ليلى مراد، وغنت أشهر اغانيها. حصدت ثلاثة كؤوس: كأس الفنانة وكأس الجمهور وكأس الكؤوس عن فئة الطرب. انتبه المخرج سيمون أسمر لموهبة مايا، فقدّمها إلى ساحة الغناء العربي بإصدارها ألبومها الأول سنة 2001 «أخبارك أيه» الذي لاقى نجاحًا كبيرًا ، أضحت مايا به نجمة من نجوم الأغنية العربية.
أصدرت مايا ألبومها الثاني «لو كان ليك قلب» سنة 2003، وقامت بالترويج للألبوم بإصدار السنقل حبة حب عبر أثير الإذاعات اللبنانية. الأغنية كانت من كلمات أحمد مرزوق وألحان محمد رحيم وتوزيع طارق مدكور، وهي واحدة من ثماني اغنيات يضمها الألبوم. وكان ألبومها الأول من إنتاج شركة ريلاكس إن إلا أنها انفصلت عن الاستوديو في 2002، وانضمت إلى عائلة روتانا التي قامت بإصدار ألبومها الثاني.
ثم ألبومها «إزّاي تعرفني» سنة 2005 وآخر ألبوماتها «جيي الوقت» سنة 2008 وقد تعاملت فنيًا مع أهم الشعراء والملحنين منهم زياد بطرس ومروان خوري ومحمد رحيم وصلاح الشرنوبي.
قامت مايا نصري بأول بطولة سينمائية لها في الفيلم المصري كود 36 أمام النجم مصطفى شعبان وخارج عن القانون مع كريم عبد العزيز وشاركت خالد سرحان بطولة فيلم الدكتاتور في 2009. وشاركت كذلك ببطولة المسلسل المصري سلطان الغرام أمام الفنان خالد صالح والفنانة لوسي وقد عرض في شهر رمضان 2007 ولاقى نجاحا كبيرا.
انتهت في أكتوبر 2017 من تصوير مسلسلها الذي يحمل عنوان «السر»، حيث تلعب دور المحامية شاهيندة. قامت بتصوير العمل الذي يضم 60 حلقة في القاهرة، بجانب نضال الشافعي وحسين فهمي.

## الأعمال

### ألبومات
| الألبوم        | العام  | المنتج    |
| -------------- | ------ | --------- |
| أخبارك إيه     | (2001) | ريلاكس إن |
| «لو كان لك قلب | (2003) | روتانا    |
| إزاي تعرفني    | (2005) | روتانا    |
| جاي الوقت      | (2008) | روتانا    |

### فيديو كليبات
| الأغنية                   | المخرج         | العام  | إنتاج     |
| ------------------------- | -------------- | ------ | --------- |
| خليني بالجو (صور بنسختين) | فهد خاطر       | (2001) | ريلاكس إن |
| أخبارك إيه                | طوني أبو الياس | (2001) | ريلاكس إن |
| يا واحشني                 | طوني أبو الياس | (2001) | ريلاكس إن |
| لو كان لك قلب             | أحمد المهدي    | (2003) | روتانا    |
| أنا بحتجلك                | ميرنا خياط     | (2004) | روتانا    |
| حبة حب                    | محمد جمعة      | (2004) | روتانا    |
| الأسمراني                 | سليم الترك     | (2005) | روتانا    |
| روح                       | إميل سليلاتي   | (2006) | روتانا    |
| جاي الوقت                 | أحمد المهدي    | (2008) | روتانا    |

### أغاني منفردة
- 1999: «خليني بالجو»
- 1999: «أنت حبيب»
- 1999: «هاممي آخر»
- 2004: «أنا بحتجلك»
- 2007: «ايوه كده»
- 2007: «أنا كنت إيه»

## أعمالها

### في السينما
- 2007: كود 36.
- 2007: خارج على القانون.
- 2009: الديكتاتور.
- 2018: قسطي بيوجعني.[5]
- 2020: زنزانة 7.
- 2020: ريما

### في التلفزيون
- 1995: العاصفة تهب مرتين.
- 1997: طالبين القرب.
- 1998: امرأة من زمن الحب.
- 2007: رجال الحسم.
- 2009: سلطان الغرام.
- 2009: وكالة عطية.
- 2012: من كل قلبي.
- 2012: سر علني.

### برامج تلفزيونية
- 2008: برنامج دارك (ضيفة)[6]
- 2019: برنامج بيت الكل -عادل كرم (ضيفة)

## وصلات خارجية
- مايا نصري على موقع IMDb (الإنجليزية)
- مايا نصري على موقع قاعدة بيانات الأفلام العربية
- مايا نصري على موقع ميوزك برينز (الإنجليزية)
- مايا نصري على موقع ديسكوغز (الإنجليزية)
- مايا نصري على موقع قاعدة بيانات الفيلم (الإنجليزية)